# Team Northumbria
Team Northumbria – angielski klub siatkarski z Newcastle upon Tyne, wcześniej znany pod nazwą Middlesbrough and Acklam Volleyball Club. Obecnie zespół występuje w najwyższej klasie rozgrywek klubowych w Anglii.

## Sukcesy
- Mistrzostwa Anglii
  -  1. miejsce (1x): 2015
  -  2. miejsce (2x): 2013, 2014, 2016
  -  3. miejsce (1x): 2012
- Puchar Anglii
  -  1. miejsce (3x): 2014, 2015, 2018
  -  2. miejsce (1x): 2013